# Хрисанф (Чепиль)
Митрополи́т Хриса́нф (в миру Яков Антонович Чепиль; 24 июня 1937, село Березовка, Волынское воеводство, Польская Республика — 4 января 2011, Москва) — епископ Русской Православной Церкви; митрополит Вятский и Слободской.

## Биография
Родился в семье крестьянина Антона Дмитриевича Чепиля, погибшего на фронте Великой Отечественной в 1941 году.
В детстве жил в Корецком женском монастыре, послушницей которого была его родная тётя монахиня Манефа, основавшая там златошвейную школу.
В 1955 году, через год после окончания сельской школы, Яков поступил в Киевскую духовную семинарию. В это время начались хрущёвские гонения на церковь и духовенство. В 1957 году, после окончания 3 класса семинарии, Яков был призван в ряды Вооружённых Сил СССР, в военно-строительные войска. За время службы окончил строительный техникум по специальности геодезиста в Ставрополе.
После окончания службы Яков не смог получить паспорт, так как начальство опасалось продолжения его обучения в духовной семинарии. Но документ, свидетельствующий, что он геодезист, и также обещания работать по специальности помогли ему вернуть паспорт. К этому времени Киевскую семинарию уже закрыли, все документы перевели в Одессу. Яков отправился туда в 1961 году, но получить разрешения от уполномоченного по делам религии не удалось, отказ был мотивирован тем, что семинария находится на грани закрытия. Якову пришлось возвращаться обратно, в Ставрополь, где правящим архиереем был Антоний (Романовский), с которым Яков был знаком ещё со времён воинской службы. Антоний направил его в село Новоселицы Александровского района. Там Яков на протяжении 8 месяцев проходил послушание псаломщика и регента приходской церкви.
В этом же году Яков отправился в Загорск, где поступил в Московскую Духовную семинарию. Но местной прописки ему и ещё нескольким семинаристам, отслужившим в армии, не дали, семинария находилась под угрозой закрытия. Лишь после смещения Хрущёва и прекращения гонения на церковь молодые люди смогли получить прописку.
В 1963—1967 годах Яков обучался в Московской Духовной академии, окончил её со степенью кандидата богословия (работа «Учение Григория Двоеслова о пастырстве»). Во время учёбы в семинарии нёс послушание регента студенческого церковного хора, в академии — регента хоров храмов Москвы.
18 июля 1967 года, в день преподобного Сергия Радонежского, епископом Филаретом (Вахромеевым) был рукоположён в сан диакона. Продолжил обучение в аспирантуре Московской Духовной академии, исполняя при этом обязанности референта Отдела внешних церковных сношений Московского Патриархата.
15 марта 1970 года, после окончания аспирантуры, был рукоположён в сан священника митрополитом Ленинградским и Новгородским Никодимом (Ротовым). 12 сентября 1970 года был назначен настоятелем петрозаводского Крестовоздвиженского собора и благочинным церквей Олонецкой епархии.
30 марта 1971 года был пострижен в монашество митрополитом Никодимом с именем Хрисанф. 28 апреля того же года был возведён в сан архимандрита.
23 апреля 1978 года по решению Священного Синода РПЦ в Троицком соборе Александро-Невской Лавры в Ленинграде хиротонисан во епископа Кировского и Слободского. Хиротонию совершали: митрополит Ленинградский и Новгородский Никодим (Ротов), архиепископ Выборгский Кирилл и епископы: Тихвинский Мелитон (Соловьев), Вологодский и Великоустюжский Дамаскин (Бодрый), Архангельский и Холмогорский Исидор (Кириченко).
Указом от 9 сентября 1988 года удостоен сана архиепископа.
В 1994 году Вятскую землю посетил патриарх Алексий II. В своём письме Хрисанфу по возвращении в Москву он писал:
Ваше Высокопреосвященство! Благополучно возвратившись в Москву, хочу сердечно поблагодарить Вас за радушие, гостеприимство, внимание и заботы, коими Вы окружили меня и сопутствующих мне лиц. Сохраняю светлые воспоминания от молитвенно-евхаристического общения с Вами, клиром и руководством области и города. Возрождение епархиальной, приходской, монашеской и церковно-приходской жизни - радует и утешает. Слава Богу, что Вятская кафедра имеет такой прекрасный кафедральный соборный храм в монастыре преподобного Трифона Вятского. Прошу передать мою глубокую благодарность Губернатору и всем руководителям области и города за сердечное гостеприимство и тёплое внимание. Помощь Божия да сопутствует Вашим Архипастырским трудам. Прошу передать мое благословение клиру, монашествующим, Вашим ближайшим помощникам и всей вятской пастве. Жителей земли Вятской благодарю за их доброту, внимание и молюсь, да пребывает мир и благословение Божие с этой древней землёй и живущими в ней! С любовью. АЛЕКСИЙ. Патриарх Московский и всея Руси
29 февраля 2004 года патриархом Московским и всея Руси Алексием II был возведён в сан митрополита.
4 января 2011 года митрополит Хрисанф скончался в Москве после тяжелой и продолжительной болезни. Временным управляющим Вятской епархией назначен архиепископ Йошкар-Олинский и Марийский Иоанн (Тимофеев).
Отпевание митрополита Хрисанфа 9 января 2011 года возглавил митрополит Астанайский и Казахстанский Александр (Могилёв). По благословению Святейшего Патриарха Московского и всея Руси Кирилла митрополит Хрисанф (Чепиль) был погребён в Успенском кафедральном соборе Трифонова монастыря, у северной стены, недалеко от раки преподобного Трифона Вятского.

## Награды

### Государственные
- Орден Почёта
- Орден Дружбы (2000) — за заслуги перед государством, многолетнюю плодотворную деятельность в области культуры и искусства, большой вклад в укрепление дружбы и сотрудничества между народами[4]
- Медаль «За заслуги в проведении Всероссийской переписи населения»

### РПЦ
- Орден святого равноапостольного великого князя Владимира II[5] и III степени
- Орден святого благоверного князя Даниила Московского II степени
- Орден преподобного Сергия Радонежского II и III степени
- Орден святителя Иннокентия, митрополита Московского и Коломенского II степени
- Медаль прп. Макария Унженского чудотворца

### Иных православных церквей
- Орден равноап. Марии Магдалины Польской Автокефальной Православной Церкви

### Ведомственные, общественные
- Медаль Советского Фонда мира
- Медаль «За вклад в наследие народов России»
- Нагрудный знак «За отличие в службе» МВД России
- Академик, действительный член Академии менеджмента в образовании и культуре
- Почётный гражданин Кировской области
- Золотой знак «Достойному» Академии художеств